# Neumühle/Elster
Neumühle/Elster is een voormalige gemeente in de Landkreis Greiz in de Duitse deelstaat Thüringen.
Neumühle/Elster telt  inwoners.
De gemeente is op 30 december 2019 opgeheven en onder de naam Neumühle opgenomen als in de stad Greiz.